# Space Quest IV: Roger Wilco and the Time Rippers
Space Quest IV: Roger Wilco and the Time Rippers è un'avventura grafica sviluppata da Mark Crowe e Scott Murphy per la Sierra On-Line. Il videogioco fu commercializzato nel 1991 per sistemi Amiga, Microsoft Windows, MS-DOS e Mac OS. Roger Wilco and the Time Rippers fa parte della serie Space Quest.